# Macleania subsessilis
Macleania subsessilis är en ljungväxtart som beskrevs av J.L. Luteyn. Macleania subsessilis ingår i släktet Macleania och familjen ljungväxter. Inga underarter finns listade i Catalogue of Life.